# Углехимия
Понятие углехи́мии охватывает несколько взаимосвязанных значений:
- раздел химии, изучающий происхождение, состав, свойства твёрдых горючих ископаемых: сланцев, торфа, углей, а также химизм превращений при их переработке в полезные продукты и сырьевые материалы;
- раздел химической технологии, описывающий технологические процессы, применяемые в промышленности при переработке твёрдых горючих ископаемых — коксование, газификация, гидрогенизация («ожижение») и др.;
- подотрасль химической промышленности, охватывающая производство органических и неорганических продуктов с использованием в качестве сырья твёрдых горючих ископаемых.

## Направления углехимии
Коксохимия занимается переработкой каменных углей и сланцев методами коксования и полукоксования с целью получения кокса и других продуктов. Собственно химические продукты извлекают из летучих продуктов коксования: коксового газа, надсмольной воды и каменноугольной смолы, для чего их охлаждают до 25-35 °C, при этом большая часть смол и водорастворимых соединений выделяется из газа и накапливаются в органической и водной фазах. Путём последовательной промывки коксового газа из него выделяются: NH3, H2S, сырой бензол и пиридиновые основания. Каменноугольную смолу методом ректификации подвергают разделению на фракции: нафталиновую, поглотительную, антраценовую и каменноугольный пёк. Из них, в свою очередь, кристаллизацией, фильтрованием, прессованием и химической очисткой выделяют: нафталин, антрацен, фенантрен, фенолы и каменноугольные масла. Из надсмольной воды ректификацией выделяют: NH3 (в виде концентрированной аммиачной воды), фенолы, пиридиновые основания.
С помощью газификации органическая часть твёрдых горючих ископаемых превращается в горючие т. н. генераторные газы. В ходе процесса часть топлива сгорает, а за счёт выделившегося при этом тепла протекают требуемые для газификации эндотермические процессы. В отличие от коксования в процессе газификации в газ преобразуется до 80 % горючих компонентов. Сам процесс менее требователен к составу и качеству исходного топлива (содержанию в нём балласта). Полученные в ходе газификации генераторные газы (синтез-газ, водяной газ, смешанный газ) используются в качестве топлива, а после очистки от H2S, CS2, CO2) — как источник водорода в производстве аммиака, смесь реагентов в производстве метанола и жидких углеводородов (синтез Фишера-Тропша) и др. Проводились опыты по подземной газификации углей, добыча которых по различным причинам экономически не выгодна.
Прямая гидрогенизация угля является перспективным методом получения углеводородов. В настоящее время известно несколько освоенных промышленностью способов:
- процесс Бергиуса — некаталитическая прямая гидрогенизация;
- процесс Шрёдера — гидрогенизация угля в смеси с 1 % масс. молибденового катализатора, в состав реакционной смеси входят: смесь жидких углеводородов — т. н. «нафта», ограниченные количества углеводородных газов C3-C4, лёгкого жидкого топлива C5-C10, NH3, значительные количества CO2.

В настоящее время себестоимость полученных таким способом углеводородов превышает аналогичные показатели при их производстве из нефти. Однако с истощением запасов нефти и ростом её стоимости, а также с учётом значительности запасов каменного угля гидрогенизация кажется весьма перспективной.

## Важнейшие продукты углехимии
- кокс, полукокс, коксовый газ;
- каменноугольный пёк;
- бензолы, нафталин, антрацен, фенантрен;
- крезолы;
- фенол;
- пиридины;
- антраценовое масло;
- поглотительное масло;
- инден-кумароновая смола;
- соли аммония
- генераторный газ;
- жидкие углеводороды

## Перспективы развития
Развитие углехимии в России началось одновременно с развитием металлургии в 80-х XIX в.

Основными тенденциями развития являются: повышение единичной мощности установок до оптимальных (с позиций себестоимости продукции), снижение энергоёмкости и замыкание потоков энергии путём рекуперации, увеличение глубины и селективности извлечения целевых компонентов, вовлечение в переработку менее пригодных углей, торфа, сланцев.

По объёму производства продукции углехимии совокупно Россия и Украина занимают 1-е место в мире.
Фраза Д.И. Менделеева: «Сжигать нефть и уголь – то же, что топить печь ассигнациями».
Задачи:
- Теоретическое моделирование и экспериментальное исследование строения и структуры угля и установление их взаимосвязи с его реакционной способностью.
- Исследование молекулярного строения и надмолекулярной структуры угля; установление взаимосвязи состава и структуры угля с его реакционной способностью. 
- Разработка научных основ технологий получения из угля, продуктов его переработки и другого углеродсодержащего сырья новых углеродных материалов и адсорбентов. 
- Химическая модификация углеродных адсорбентов с целью придания им заданных свойств.